# Philippe Auclair
Pour les articles homonymes, voir Auclair.
Philippe Auclair, né le 24 juin 1959 à Yvetot, en Seine-Maritime, est un journaliste, consultant sportif, écrivain et biographe français spécialiste du football exerçant en Angleterre, ainsi qu'un musicien, chanteur et auteur-compositeur sous le pseudonyme Louis Philippe.

## Biographie

### Jeunesse et études
Né le 24 juin 1959 à Yvetot, en Seine-Maritime, Philippe Auclair est élevé en Normandie, au sein d'une famille de riches propriétaires terriens. Dès son plus jeune âge, il se passionne pour la musique. Diplômé de l'ENS Paris, il enseigne un temps la philosophie à Paris, mais ne se plaît pas sur les rails de l'éducation nationale, selon ses dires. Il décide alors de se lancer dans la musique. En 1985, à l'âge de 26 ans, il rejoint la Belgique et s'installe à Bruxelles, où il travaille pendant plus d'un an pour le label Les Disques du Crépuscule. Parallèlement, il occupe un poste de cuisinier dans une brasserie de la Grand-Place de Bruxelles, L'Interférence.

### Départ pour l'Angleterre
L'expérience belge de Philippe Auclair ne se passe pas très bien. Contacté par une maison de disques anglaise, il décide de saisir cette occasion. Il s'installe à Londres à la fin de l'année 1986, dans le quartier de Shepherd's Bush, où il rencontre sa femme, et dans lequel il réside toujours. Il affirme aujourd'hui préférer l'Angleterre à la France. C'est à cette période que commence sa carrière de journaliste et de consultant sportif.

## Musicien, chanteur et auteur-compositeur
En Angleterre, sous le pseudonyme Louis Philippe, il devient rapidement après sa rencontre avec Mike Alway une des figures majeures du label culte él Records (branche de Cherry Red Records) pour lequel il a enregistré cinq singles et trois albums : Appointment With Venus (1987), Ivory Tower (1988) et Yuri Gagarin (1989). Il a également participé, sous une casquette ou une autre - compositeur, arrangeur, choriste ou musicien -, à plus de la moitié des sorties du label. él Records, maintenant considéré comme un des plus influents labels de son temps, n'a jamais été un succès commercial au Royaume-Uni. Cependant le label a connu quelques belles ventes en indépendant au Japon, où Louis Philippe est devenu une icône pour les artistes du Shibuya-kei, ou Shibuya Sound. Son single You Mary You a même été la meilleure vente du label.
Après la disparition de él Records en 1989, Louis Philippe se tourne vers le Japon pour poursuivre sa carrière, avec le soutien de fans célèbres tels que Keigo Oyamada alias Cornelius. Plusieurs albums vont suivre, dont cinq sortis sur le label japonais Trattoria : Rainfall (1991), Jean Renoir (1992), Delta Kiss (1993), Sunshine (1994, produit par Bertrand Burgalat) et Jackie Girl (1996), puis Azure (1998, XIII Bis Records, en collaboration avec l'Orchestre philharmonique tchèque) et Nusch (1999, L'Appareil Photo/Nippon Columbia), où il chante sur des mélodies de Francis Poulenc. Tous ces albums ont été conçus et réalisés avec l'aide de Danny Manners, au piano, à la basse et à la contrebasse. Grâce à Trattoria, Louis Philippe réussit à sortir ces disques en France, en Angleterre et en Espagne, puis aux États-Unis où se constitue une communauté de fans réduite mais fidèle. Ces disques, bien reçus par la critique, consolident son statut d'artiste culte dans l'univers de l'Indie pop : en 1994, L'hiver te va bien atteint le Top 30 en France, et She Means Everything To Me prend la première place du Campus Radio Charts aux États-Unis en 1998, à la suite d'une participation au New York's CMJ Music Marathon. Cependant le succès commercial se fait attendre, malgré l'accessibilité de sa musique et l'estime que les amateurs de pop ont pour lui.

### Collaborations
Depuis la fin des années 1980, Louis Philippe a aussi travaillé comme producteur, arrangeur et musicien, avec ou pour des artistes tels que Valérie Lemercier, April March, P. J. Proby, Martin Newell, Sean O'Hagan (The High Llamas), Matilde Santing, Towa Tei, Nina Morato, Cinnamon, Laïla Amezian, La Buena Vida, The Clientele et beaucoup d'autres. Une collaboration notable a été l'album 9th & 13th (Tricatel, 2001), sur lequel il fait équipe avec Danny Manners et l'écrivain Jonathan Coe (qui, en dehors d'avoir utilisé le deuxième couplet de la chanson Yuri Gagarin comme épigraphe pour son best-seller What a Carve Up ! (Testament à l'anglaise, 1994), a aussi écrit plusieurs textes pour Louis Philippe depuis My Favourite Part of You (2002)).
Louis Philippe a également participé comme vocaliste sur la piste Flying Man de l'album Mother, bande originale du jeu vidéo du même nom, composée par Keiichi Suzuki et Hirokazu Tanaka.

### Projets récents
Louis Philippe a travaillé avec Stuart Moxham, ex-Young Marble Giants (parfois avec l'aide de Danny Manners) ; le duo a fait une série de concerts et a sorti un CD en 2007 intitulé The Huddle House. Ce CD est sorti sous le propre label londonien de Louis Philippe, Wonder Records. Ses dernières sorties sont My Favourite Part of You (2002) et The Wonder of it All (2004). Un double album live est sorti en février 2007, suivi d'un nouvel album studio, intitulé An Unknown Spring, en mai 2007. D'autres disques réunissant les deux musiciens ainsi que d'autres sont prévus pour 2017.

## Journaliste, consultant sportif et écrivain
Interviewé par la BBC sur sa carrière musicale, il se voit alors proposer un poste au sein de la BBC à l'automne 1987, où il s'occupe des émissions musicales et sportives. Il commence à faire de la télévision avec TVsport, à l'époque la première chaîne satellitaire. Le nombre important de droits possédés par la chaîne permet à Philippe Auclair de couvrir en 1991 le Tour de France, la Copa América et la Coupe du monde de rugby, qui se déroule au Royaume-Uni. Après avoir longtemps travaillé au sein du service mondial de la BBC, il a rejoint la rédaction de Marianne en qualité de correspondant au Royaume-Uni.
En 1999, il devient correspondant à Londres pour le magazine France Football.
En 2002, il est contacté par François Pesenti, directeur du service des sports de RMC, pour devenir le correspondant de RMC en Angleterre, sur le même modèle que Frédéric Hermel en Espagne, et Didier Mengo en Italie. Il intervient à l'antenne de RMC dans l'émission Larqué Foot pour évoquer l'actualité du championnat d'Angleterre, notamment dans l'émission du dimanche soir consacrée aux championnats européens. Il commente également les matches des clubs anglais en Ligue des Champions sur RMC.
À partir de 2006, il intervient dans l'After Foot, présenté par Gilbert Brisbois ou Jean-François Pérès, lors de la rubrique consacrée aux Drôles de dames, aux côtés des autres correspondants européens de RMC, notamment dans le Grand After du lundi soir, de 21h à minuit. Des altercations le mettent parfois aux prises avec Daniel Riolo, qu'il qualifie de « provocateur en chef ». Il a ainsi ironiquement affirmé préférer regarder un match Grenoble Foot 38 - AC Arles-Avignon sans le son et en noir-et-blanc, plutôt que passer une semaine enfermé avec Daniel Riolo.
En 2006, Philippe Auclair rédige un essai politique intitulé Le Royaume enchanté de Tony Blair, dans lequel il retrace l'expérience Tony Blair au Royaume-Uni, entre 1997 et 2005.
En 2009, il rédige une biographie de Éric Cantona intitulée Cantona: The Rebel Who Would Be King, pour lequel il a reçu le Prix du Livre de Football de l’Année aux British Sport Book Awards, en mars 2010.
En 2012, il rend hommage à l'attaquant français Thierry Henry, meilleur buteur de l'histoire d'Arsenal, en publiant une biographie de l'ancien gunner intitulée Thierry Henry: Lonely at the Top.
Il a été consultant pour le football français sur la chaîne irlandaise Setanta Sports, et on peut l'entendre régulièrement sur la radio irlandaise Newstalk, la radio anglaise TalkSPORT, la BBC Scotland, la BBC World Service, la BBC London, la BBC Five Live, et sur Football Weekly, un podcast hébergé par The Guardian. Il fait également partie de "Footballwriters Association", une association qui élit le footballeur de l'année en Angleterre. Il a ainsi pu dîner avec Steven Gerrard en 2009, ou Wayne Rooney en 2010.
Le 24 septembre 2012, il lance Zonemixte.fr, une Web TV entièrement consacrée au football européen, avec Frédéric Hermel et Didier Mengo, tous deux correspondants pour RMC depuis 2001, respectivement en Espagne et en Italie.
En 2013, il reçoit le Prix Sport Scriptum qui récompense le meilleur ouvrage de l'année consacré au sport, remis par l'Union des journalistes de sport en France et la FDJ, pour son ouvrage « Cantona, le rebelle qui voulut être roi ».
Philippe Auclair est un grand supporter d'Arsenal FC depuis 1979. Il est fan de Liam Brady, ou encore Dennis Bergkamp, selon lui le plus grand joueur qu'il ait jamais vu. Il rêve d'ailleurs de voir Arsenal gagner la Ligue des Champions, et affirme avoir connu son plus grand malheur de supporter lors de la finale de la Ligue des Champions 2006, qui voit Arsenal s'incliner 2 buts à 1 face au FC Barcelone, au Stade de France. Il assiste à tous les matches à domicile d'Arsenal, mais également à tous les derbys londoniens, et à la plupart des matches de Chelsea Football Club, et de Fulham Football Club. Il assiste à entre 3 et 5 matches par semaine.
En 2019, il lance avec Bruno Constant l'application Too Goal.

## Publications
- Le Royaume enchanté de Tony Blair, Fayard, 2006
- Cantona: The Rebel Who Would Be King, Pan Books, 2009, 470 p.  (ISBN 978-0-330-51185-8)
- Thierry Henry: Lonely at the Top, MacMillan, 2012, 300 p.  (ISBN 978-0-230-74839-2)